# Бюрен (Вестфалия)
Бюрен (нем. Büren) — город в Германии, районный центр, расположен в земле Северный Рейн-Вестфалия.
Подчинён административному округу Детмольд. Входит в состав района Падерборн. Население составляет 21 500 человек (на 31 декабря 2010 года). Занимает площадь 170,97 км². Официальный код — 05 7 74 016.
На окраине Бюрена — нацистская цитадель Вевельсбург.

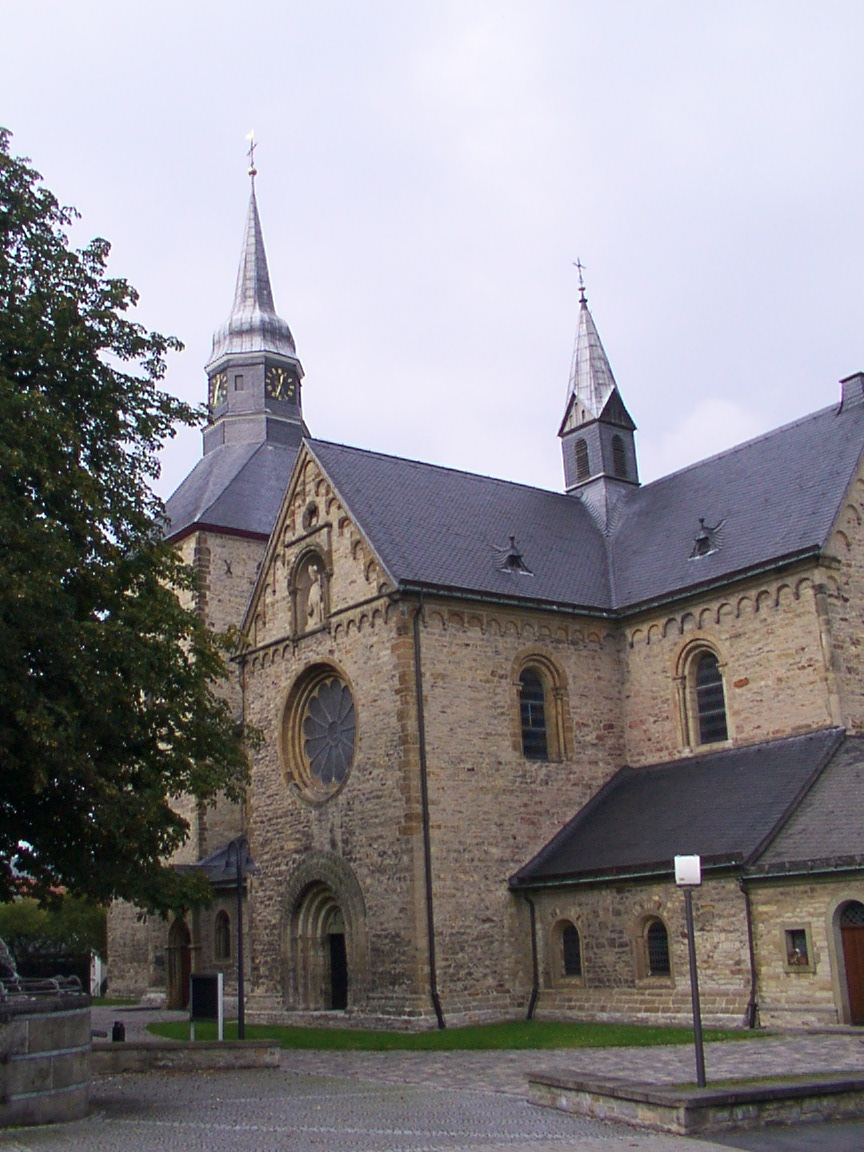
Бюрен (Вестфалия)